# Geothermiebohrung Waldshut-Tiengen
Die Geothermiebohrung Waldshut-Tiengen war eine Sondierungs- und Förderbohrung nach Thermalwasser in Waldshut-Tiengen. Sie erschließt das gleiche Grundgebirgswasserreservoir wie das des Thermalwassers in Bad Zurzach.

## Geschichte
2001 wurde auf der Suche nach Thermalwasser im Stadtteil Tiengen (Luftlinie zu Bad Zurzach bzw. Rietheim ca. 5 km) nach seismischen Voruntersuchungen nahe der Mündung der Schlücht in die Wutach eine Bohrung zur Sondierung und Förderung niedergebracht. Nach Durchdringen der oberen Deckschichten traf man auf artesische wasserführende Schichten mit einer Temperatur um 20 Grad, diese decken etwa die Hälfte der förderbaren Menge ab. Bei der weiteren Abteufung bis 603 m wurden Temperaturen um die 30 Grad erschlossen. Das Wasser weist in allen Tiefen die gleiche Zusammensetzung auf, es ist ein ähnliches Wasser wie in den Bad Zurzacher Quellen, hat aber an der Oberfläche „nur“ 24 Grad (über 20 Grad zählt als Thermalwasser). Das Wasser weist einen sehr hohen Fluoridgehalt auf und ist damit ein seltenes natürliches Heilwasser. Die Schüttung betrug 2,3 l/s. Eine angedachte Nutzung des Wassers für das nahe der Entnahmestelle gelegene Freibad in Tiengen wurde wegen der geringen Temperatur als unwirtschaftlich abgelehnt.